# 多重复数
在数学中，多重复数系Cn定义如下:
令C0为实数系。F对每个n>0，令in为-1的平方根，然后{\displaystyle C_{n+1}=\lbrace z=x+yi_{n+1}:x,y\in C_{n}\rbrace }。在多重复数系中还需要{\displaystyle i_{n}i_{m}=i_{m}i_{n}} (交换律)。
这样C1就是复数系，C2是双复数系，C3是科拉多塞格雷的三复数系，而Cn是n阶的多重复数。
每个Cn形成一个巴拿赫代数。G. Bayley Price已写有关于多重复数的函数论，提供了双复数系C2的一些性质。
多重复数系不能和克利福德代数混淆。因为克利福德代数里-1的平方根是反交换的（{\displaystyle i_{n}i_{m}+i_{m}i_{n}=0}）。
与子代数Ck的关系（k = 0, 1, ... n−1）：多重复数系Cn在Ck上的维数为2n−k。